# Irina Alexandrowna Rusljakowa
Irina Alexandrowna Rusljakowa (russisch Ирина Александровна Руслякова, englische Transkription Irina Alexandrovna Ruslyakova; * 12. September 1975 in Wladiwostok) ist eine russische Badmintonspielerin.

## Karriere
Irina Rusljakowa nahm 2000 im Damendoppel an Olympia teil. Sie verlor dabei in Runde zwei und wurde somit Neunte in der Endabrechnung. National gewann sie im gleichen Jahr die Damendoppelkonkurrenz bei den russischen Meisterschaften. Des Weiteren war sie bei den Welsh International, Austrian International und Russian Open erfolgreich.